# Tudorel Toader
Tudorel Toader (ur. 25 marca 1960 w Vulturu w okręgu Vrancea) – rumuński prawnik i nauczyciel akademicki, profesor, sędzia Trybunału Konstytucyjnego (2007–2016), rektor Uniwersytetu Aleksandra Jana Cuzy w Jassach, od 2017 do 2019 minister sprawiedliwości.

## Życiorys
W 1986 ukończył studia prawnicze na Uniwersytecie Aleksandra Jana Cuzy w Jassach, uzyskując następnie doktorat w tej dziedzinie. W drugiej połowie lat 80. pracował w prokuratorze w Panciu, w 1991 podjął praktykę jako adwokat w ramach izby adwokackiej w Jassach. Od 1990 jednocześnie zajmował się działalnością dydaktyczną na macierzystej uczelni, w 2003 obejmując stanowisko profesora. Był prodziekanem wydziału prawa (1995–2003), dziekanem tej jednostki (2004–2016), a także rektorem uniwersytetu (2016–2017).
Specjalista w zakresie prawa karnego. Powoływany w skład kolegiów redakcyjnych czasopism prawniczych w tym „Revista de Drept Penal” i „Journal of Eastern European Criminal Law”. Członek różnych organizacji prawniczych, a także wiceprzewodniczący rumuńskiej Academia de Științe Juridice.
W 2006 Izba Deputowanych powołała go w skład Trybunału Konstytucyjnego. Obowiązki sędziego wykonywał przez dziewięcioletnią kadencję od 2007 do 2016. W lutym 2017 został nowym ministrem sprawiedliwości w rządzie Sorina Grindeanu, zastępując Florina Iordache. Pozostał na tym stanowisku również w utworzonym w czerwcu tegoż roku gabinecie Mihaia Tudosego oraz w powołanym w styczniu 2018 rządzie Vioriki Dăncili. Zakończył urzędowanie w kwietniu 2019. Powodem dymisji była utrata poparcia rządzącej Partii Socjaldemokratycznej, gdy odmówił procedowania w szczególnym trybie forsowanych przez to ugrupowanie zmian w prawie karnym ograniczających odpowiedzialność za przestępstwa urzędnicze i korupcyjne. Powrócił w tymże roku na funkcję rektora Uniwersytetu Aleksandra Jana Cuzy w Jassach.
Kawaler Orderu Gwiazdy Rumunii (2012).